# Amphianthus minutus
Amphianthus minutus is een zeeanemonensoort uit de familie Hormathiidae.
Amphianthus minutus is voor het eerst wetenschappelijk beschreven door Hertwig in 1882.